# Taurus Nike Tomahawk
Il Taurus Nike Tomahawk, o TNT in breve, è un razzo sonda realizzato nel 1983 allo scopo di esplorare l'eterosfera.
Il TNT è stato creato dalla Wallops Flight Facility combinando un motore Taurus (il motore M6 del MGR-1 "Honest John" come primo stadio, con un booster a combustibile solido Nike di Hercules Aerospace M5E1 come secondo stadio) e un razzo sonda TE-416 Tomahawk come sustainer.  L'insieme dei due stadi superiori è noto anche come Nike Tomahawk. Il TNT ha effettuato 17 missioni tra il 1º settembre 1983 e il 6 dicembre 1991 con un solo fallimento (tasso di successo del 94%).